# NGC 6079
NGC 6079 este o galaxie eliptică situată în constelația Dragonul. A fost descoperită în 6 mai 1791 de către William Herschel. Se află la o distanță de 108,04 megaparseci de Pământ.